# Pterolophia andamana
Pterolophia andamana là một loài bọ cánh cứng trong họ Cerambycidae.